# Gustav Gerstenberger (Wasserbauingenieur)
Gustav Gerstenberger (* 17. Februar 1892 in Serkowitz; † 22. Januar 1979 in Dresden; vollständiger Name: Gustav Theodor Hans Gerstenberger) war ein deutscher Wasserbauingenieur und Hochschullehrer.

## Leben
Am Realgymnasium in Dresden erwarb er 1911 sein Abitur, war 1912 Praktikant in den Eisenbahnwerkstätten Dresden-Friedrichstadt und studierte ab 1913 Bauingenieurwesen an der Technischen Hochschule Dresden. 1920 legte er die Diplom-Hauptprüfung ab. Im anschließenden Referendariat arbeitete er ab 1921 als Regierungsbauführer bei der Sächsischen Straßen- und Wasserbauverwaltung und von 1921 bis 1923 im Ingenieurbüro von Adolf Ludin in Karlsruhe. 1923 legte er das zweite Staatsexamen ab. Von 1923 bis 1925 war er Assistent an der Technischen Hochschule Dresden bei Hubert Engels und bei Heinrich Heiser. 1925 arbeitete er als Ingenieur beim Wasserwirtschaftszweckverband und Energieversorgung Groß-Dresden, danach wurde er in der sächsischen Wasserbaudirektion mit den Voruntersuchungen für das Pumpspeicherkraftwerk Niederwartha betraut. Ab 1927 war er stellvertretender Leiter des sächsischen Kanalbauamts Leipzig, ab 1930 Sachbearbeiter im preußischen Kanalbauamt Halle. 1933 kehrte er als Leiter des Kanalbauamts Leipzig (später Wasserstraßen-Neubauamts Leipzig) zurück nach Sachsen. 1942 wurde er zum Oberregierungsrat und zum Referenten für die Belange der Elbe in der Wasserbaudirektion Dresden ernannt.
Von 1946 bis 1947 war er praktisch tätig bei der Bauunternehmung Eduard Steyer in Leipzig. Ab 1947 arbeitete er im Hafenbauamt der Stadt Leipzig, ab 1949 als Bauingenieur im Benzinwerk Böhlen.
1950 war Gerstenberger Hauptreferent der Landesregierung Sachsen in der Abteilung Wasserwirtschaft beim Ministerium für Land- und Forstwirtschaft. 1951 wurde er mit einer Dissertation über Pumpspeicherung promoviert. Ab 1952 leitete er den Wiederaufbau und den Neubau von Pumpspeicherkraftwerken in seiner Heimat. Zugleich wurde ihm eine Lehrtätigkeit an der Technischen Universität Dresden übertragen. In dieser Eigenschaft erfolgte 1956 seine Ernennung zum nebenamtlichen Professor für Wasserbau. Gerstenbergers Arbeitsgebiet war die Pumpspeicherung. In der Lehre vertrat er aufgrund seiner langjährigen Berufserfahrung sowohl allgemeine als auch spezielle Gebiete des Wasserbaus.

## Schriften
- Einsatz der Pumpspeicherung in der Deutschen Demokratischen Republik und in anderen Ländern. o. O., o. J.